# Oláhkecel
Oláhkecel település Romániában, Szilágy megyében.

## Fekvése
Zilahtól délnyugatra, Magyarkeceltől délkeletre, Gurzófalva és Sereden közt fekvő település.

## Nevének eredete
Kecel nevét a török kopasz (kecel) személynévből származónak tartják.

## Története
Nevét 1341-ben említette először oklevél Fulkechel néven.
1345-ben Kezel, 1359-ben Felkechel, 1471-ben Oláhkechel, 1490-ben Felkeczel, 1498-ban Felswkeczel, 1504-ben Oláh-Keczel néven írták.
Egykor Valkó várához tartozó falu volt, oláh lakossággal.
1341-ben az oláh lakosságú Felkechel-be Dancs mestert iktatták be.
1422-ben Szel László kapta meg a birtokot.
cse Gergely zálogbirtoka volt, melyet Keczeli Szele Balázs váltott ki. A Keczeli Szele családé maradt egészen 1504-ig, mikor Keczeli Szele Margit volt a település birtokosa.
1504-ben II. Ulászló király Keczeli Margit birtokába Bocskay Miklós erdélyi püspököt iktatta be.
1549-ben már újból a Keczeli Szele családé: Keczeli Szele Klára, Anna, Elena, Magdolna és Orsolya birtoka volt.
1755-ben végzett összeíráskor Oláhkecel  a Keczeli Szele család leányágából származó: Keczeli Györgyné Gencsi Erzsébet és Gencsy Zsigmond birtoka volt.
1808-ban főbb birtokosai a gróf Teleki, Guti, Szentmarjai, Popa, Száva, Ördög, báró Wesselényi, gróf Andrási, Farnas, gróf Rédei, Jakab, Kozma, Komornyik, Virág, Gencsy, báró Kemény, Erdőtelki és Linker családok voltak.
1890-ben Oláhkecelnek 1382 lakosából 15 német, 1349 román, 1349 egyéb nyelvű lakosa volt. Ebből 1367 görögkatolikus, 15 izraelita volt. A házak száma ekkor: 267 volt.
A falu román neve 1964-ig Cățălul Românesc vagy Cățelu (hangtani hasonlóság, jelentése: hím kutyakölyök), azóta a mesterséges Meseșenii de Sus (tkp. felsőmeszesfalva); vö. Magyarkecel névváltozásával.

## Nevezetességek
- Görögkatolikus temploma 1785-ben épült, majd 1878-ban újból építették. Anyakönyvet 1824-től vezetnek.
- Turisztikai nevezetessége az oláhkeceli kénes és bikarbonátos vizű gyógyfürdő